# Элизабет Энн (хорёк)
Эли́забет Энн (род. 10 декабря 2020 года) — самка черноногого хорька, первый клонированный представитель исчезающего вида североамериканского континента.
Животное было клонировано с использованием замороженных клеток Уиллы — самки черноногого хорька, которая умерла в 1980-х годах и не оставила живых потомков.
Черноногие хорьки — единственный вид хорьков родом из Соединённых Штатов. Черноногий хорёк — одно из самых редких и исчезающих наземных млекопитающих в Северной Америке; вид считался вымершим до того как небольшая стая хорьков была обнаружена в Вайоминге в 1981 году. Ограниченное генетическое разнообразие стаи поставило вид под угрозу исчезновения.
С целью увеличения генетического биоразнообразия было решено клонировать генетический материал Уиллы, который хранился с 1980 годов в криобанке при зоопарке Сан-Диего. В ноябре 2020 года яйцеклетка Уиллы была имплантирована в самку домашнего хорька, чтобы не подвергать риску хорьков, находящихся под угрозой исчезновения. Элизабет Энн родилась 10 декабря в Центре охраны американских хорьков в Колорадо путём кесарева сечения.
Эти усилия возглавила некоммерческая организация по биоразнообразию Revive & Restore, а участие приняли сотрудники зоопарка Сан-Диего, компании ViaGen Pets and Equine и Службы охраны рыбных ресурсов и диких животных США.
Элизабет Энн будет жить в Колорадо и изучаться в научных целях; в дикую природу её выпускать не будут.

## Галерея

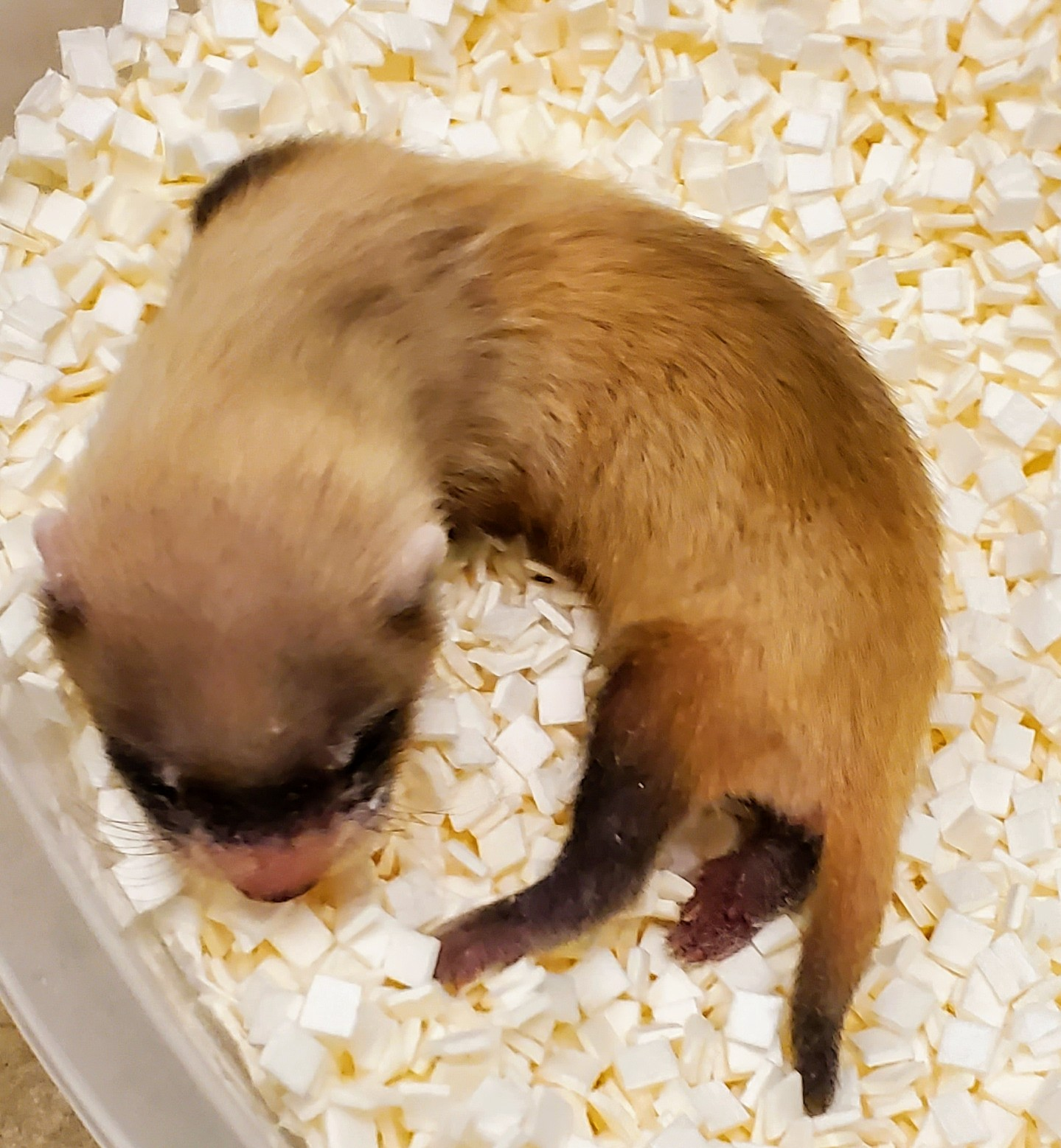
В возрасте 26 дней
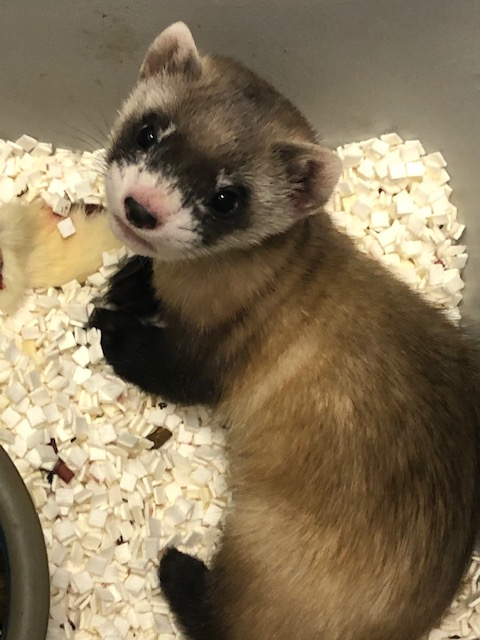
В возрасте 48 дней
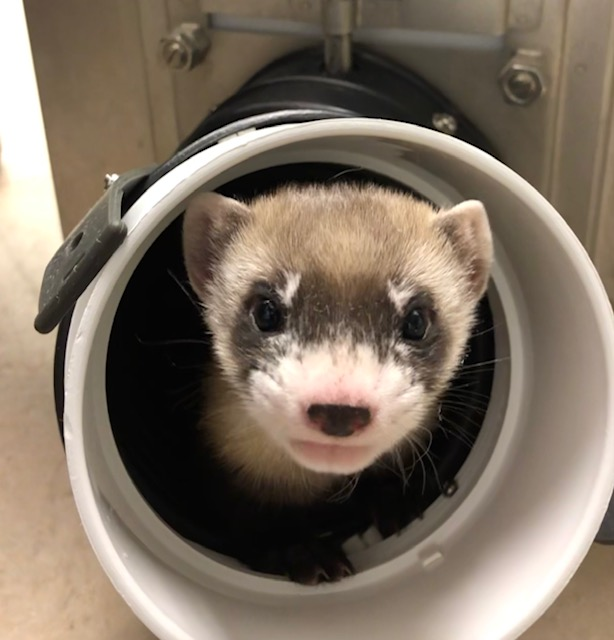
В возрасте 50 дней
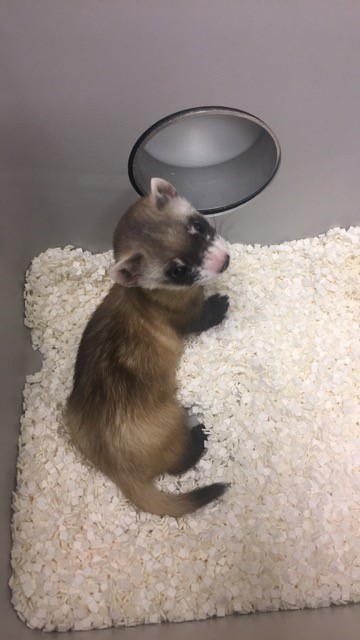
В возрасте 54 дней